# 田中剛二
田中 剛二（たなか ごうじ、1899年 - 1979年4月11日）は、日本の牧師。
日本キリスト改革派教会の牧師として、神戸改革派神学校で長年教鞭をとった神学校教師。新改訳聖書のヨハネの福音書を翻訳する。
現代の改革派の講解説教のスタイルを確立した説教者とされる。

## 経歴
日本基督教会伝道者田中日出海の次男として広島県に生まれる。小学生の時に父を失い。上京して早稲田中学に入学する。そのまま早稲田大学予科に進む。アナーキズムに触れ傾倒して、中退する。大阪で労働者になり、革命を目指す。満洲に渡り、革命下のロシアに入国しようとして失敗する。
1922年　神戸神学校に入学（第17期）。在学中に、正統主義的な改革派神学と信仰に目覚める。S・フルトン校長から、改革派神学の真髄を学び、カルヴァンのキリスト教綱要を読み始める。1926年 神戸神学校卒業。高知県の南長老ミッションの開拓した須崎教会の牧師に就任する。
1927年 日本基督教会の伝道者になり、すぐに高知教会の多田素牧師から副牧師として働くように招かれる。
1931年 プリンストン神学校神学修士取得、1933年 プリンストンの神学校の自由主義神学に反対して、ウェストミンスター神学校に入学、ジョン・グレッサム・メイチェンの薫陶を受ける。同神学校で神学修士号取得。帰国後、高知日本基督教会牧師として奉仕する傍ら、ミッションスクールや高等中学校の生徒と聖書研究を行う。
1940年 神港教会牧師に招聘されて、1979年に79歳で死ぬまで奉仕を続ける。
1941年 中央神学校の講師になる。
1946年 日本キリスト改革派教会の創立には参加できなかったが、創立後は指導者として活躍する。1948年 日本基督教団から分離して、日本基督教団に加入した「背信行為」を悔い改めた。日本基督教団への加入自体が背信行為であり、「私の教団脱退は私の悔い改めである」と告白。1949年 神戸改革派神学校教授に就任し、教会史と新約釈義を講義する。
1959年 同人誌「リフォームド」の編集に加わる。
1962年 新改訳聖書のヨハネの福音書の翻訳者に選ばれ、翻訳に着手する。1970年 新改訳聖書出版。
1979年 死去。神港教会の後任は安田吉三郎。

## 人物
- 説教者としては、植村正久、高倉徳太郎、山室軍平を尊敬していた。

## 著書
- 『ペテロ前後書注解』、1938年
- 『田中剛二著作全集』全4巻
- 『第一テサロニケ書―イエス・キリストの再臨を待つ教会』すぐ書房、1991年
- 『第二テサロニケ書―キリストの再臨と勤勉な生活の勧め』すぐ書房、1992年

### 翻訳
- 『カルヴィン主義予定論』L.ボエトナー著 長崎書店
- ピアソン『新約聖書原語』、1934年